# Norihisa Shimizu
Norihisa Shimizu (清水 範久 Shimizu Norihisa?), född 4 oktober 1976 i Gunma prefektur, är en japansk före detta fotbollsspelare.
Shimizu började sin karriär 1995 i Júbilo Iwata. Med Júbilo Iwata vann han japanska ligan 1997, 1999 och japanska ligacupen 1998. 2000 blev han utlånad till Consadole Sapporo. 2002 flyttade han till Yokohama F. Marinos. Med Yokohama F. Marinos vann han japanska ligan 2003 och 2004. 2011 flyttade han till Avispa Fukuoka. Han avslutade karriären 2011.